# Zephroniodesmus sumatranus
Zephroniodesmus sumatranus är en mångfotingart som beskrevs av Pocock 1894. Zephroniodesmus sumatranus ingår i släktet Zephroniodesmus och familjen Glomeridesmidae. Inga underarter finns listade i Catalogue of Life.